# چاک تاد
چاک تاد (انگلیسی: Chuck Todd؛ زادهٔ ۸ آوریل ۱۹۷۲) روزنامه‌نگار، مجری تلویزیون و گوینده اخبار اهل ایالات متحده آمریکا است. او مجری برنامه ملاقات با مطبوعات در ان‌بی‌سی نیوز بوده و همچنین برنامه‌ای تحت عنوان «ام‌تی‌پی دیلی» در ام‌اس‌ان‌بی‌سی میزبانی می‌کند. تاد همچنین مسئول سیاسی ان‌بی‌سی نیوز است.